# Cristiano Lupatelli
Cristiano Lupatelli (Perugia, 21 de junho de 1978) é um ex-futebolista italiano que atuava como goleiro.

## Biografia
Foi revelado pelo Fidelis Andria, e estreou na Série B Italiana com a equipe pugliesa na temporada 1998-99, na qual mostra excelentes prestações após a lesão do titular Ivan Aiardi. Suas atuações na reta final do campeonato, porém, não impedem a queda da equipe para a Série C1, ao ficar em 18º lugar.
No verão de 1999, então, é negociado para a Roma de Fabio Capello, para a reserva do titular Francesco Antonioli. Lupatelli, mais uma vez, estréia após a lesão do titular, no clássico Lazio-Roma em 2000, mas mesmo com uma boa apresentação, sua equipe sai derrotada por 2-1. Joga ainda mais três partidas na temporada, mas é na temporada seguinte que tem uma boa sequência. Faz oito jogos, mas não consegue a titularidade. Mesmo assim, ajuda a Roma a vencer o scudetto 2000-01. No mesmo período joga pela Seleção Italiana de Futebol sub-21, na qual disputa as Olimpíadas de Sydney na reserva de Morgan De Sanctis.
Após a conquista, o recém-promovido Chievo Verona vê em Lupatelli o titular ideal para sua primeira temporada na Série A. Vem por co-propriedade da equipe da capital, e nas duas temporadas seguintes mostra grande evolução, sendo um dos destaques dos volanti. No fim da temporada 2002-03, porém, Lupatelli lesiona os ligamentos cruzados de seu joelho direito durante um treinamento, e fica parado por nove meses. Retorna, então, à Roma para a temporada seguinte, mas não passa de alternativa a Pelizzoli e Zotti, e não entra mais em campo.
Com o término de seu contrato, Lupatelli sai da Roma e assina com a Fiorentina, onde barra o titular Cejas por toda a temporada 2004-05. Alternando grandes atuações com outras menos brilhantes, ajuda a equipe viola a evitar o rebaixamento. No início da temporada seguinte, porém, a Fiorentina contrata do Parma o goleiro francês Sébastien Frey, e Lupatelli é enviado em empréstimo à equipe palermitana como contrapartida técnica. Começa como tiutar, mas não convence a torcida, e logo em janeiro de 2006 é reemprestado ao Palermo, em uma nova troca, desta vez com o goleiro Matteo Guardalben. Mais uma vez decepciona em suas primeiras apresentações no time siciliano, e ao fim da temporada de contratações, a equipe fecha com Federico Agliardi, que assume a titularidade até o resto da temporada.
Na temporada 2006-07, retorna dos empréstimos para a Fiorentina. O goleiro recebe ofertas de equipes das Séries A e B, mas sem uma proposta interessante decide permanecer na equipe viola, como terceira opção à Frey e Lobonţ.

## Títulos
- Campeonato Italiano - Série A (2000-01, pela Roma).